# Michèle Wargnier
Michèle Wargnier (1943) è una modella francese, vincitrice del titolo di Miss Bretagna 1960 e Miss Francia 1961 in sostituzione della squalificata Luce Auger.
Michèle Wargnier in seguito si classificò quarta a Miss Mondo 1961 e sposò il cantautore Henri Kubnick.